# Você Sabia?
Você Sabia? es un canal brasileño de entretenimiento y curiosidades de YouTube creado el día 1 de septiembre de 2013 presentado por Lukas Marques y Daniel Mologni. El canal Você Sabia? presenta vídeos educativos sobre curiosidades, como vídeos de teorías, misterios, curiosidades, entre otros.
Actualmente, el canal Você Sabia?, con más de 46,6 millones de suscriptores, es el sexto canal con más suscriptores de Brasil.

## Historia
Inicialmente, Lukas Marques y Daniel Mologni tenían un blog juntos, llamado Tranquila, Tipo, que reunía noticias del cotidiano. Después de la enseñanza media Daniel Mologni y Lukas Marques se cambiaron, volviendo a encontrarse nuevamente después de dos años en un evento de la YouPix. En el comienzo, los vídeos eran grabados a la distancia y juntados durante la edición. Con el crecimiento del canal, la pareja se mudó a São Paulo donde profesionalizaron la producción.

### Você Sabia GAMES
El 10 de abril de 2014 Lukas Marques e Daniel Mologni crearon un canal secundario llamado "Você Sabia PLUS" con el objetivo de subir contenido de curiosidades de juegos; aunque, al pasar el tiempo, el canal terminó subiendo distinto contenido, como videos diarios de blogs y gameplays.

### Controversia
En 2017, el periódico brasileño de Folha de S.Paulo publicó un artículo explicando que este canal habría recibido 65 mil reales brasileños del Ministerio de Educación de Brasil para publicitar la propuesta de la Nueva Enseñanza Media, y también que el canal no dijo que sería un contenido publicitario. Más tarde, el mismo periódico publicó otro artículo exponiendo que Lukas Marques había hecho varias publicaciones ofensivas dirigidas a las personas morenas, a las mujeres y a los gais en su cuenta de Twitter en 2014. Y debido a la polémica, el canal perdió suscriptores y los youtubers suspendieron la publicación de videos en el canal.

## Premios
| Año  | Premio                           | Categoría                   | Resultado | Ref.        |
| ---- | -------------------------------- | --------------------------- | --------- | ----------- |
| 2017 | Mis Premios Nick 2017            | Canal favorito de YouTube   | Indicado  | [ 3 ]       |
| 2018 | Mis Premios Nick 2018            | Canal favorito de YouTube   | Indicado  | [ 4 ]       |
| 2019 | Mis Premios Nick 2019            | Canal favorito de YouTube   | Ganó      | [ 5 ]       |
| 2020 | Premio Influenciadores Digitales | Conocimiento y Curiosidades | Indicado  | [ 6 ] [ 7 ] |

## Conexiones externas
- Você Sabia? en YouTube.
- Você Sabia? en Facebook
- Você Sabia? en Instagram
- Você Sabia? en X (antes Twitter)